# Caponago
Caponago (Caponagh in dialetto milanese) è un comune italiano di 5 079 abitanti della provincia di Monza e della Brianza in Lombardia. Dista 13 km dalla città di Milano (Cascina Gobba), fa parte del Vimercatese e segna il confine tra la Brianza meridionale e la Martesana
È posto a 157 metri s.l.m a nord est di Milano, su un territorio totalmente pianeggiante e fortemente urbanizzato.

## Storia
In epoca romana Caponago allora chiamato "Caponiacum" e successivamente "Capunaco" era una frazione (vicus) appartenente al comune (pagus) dell'odierno Cavenago di Brianza. Reperti archeologici risalenti al I secolo confermano l'esistenza di un abitato.
Durante il Medioevo il territorio è dominato dai longobardi e amministrato dai Conti di Pavia.
Il 26 febbraio 876 Carlo il Calvo a seguito della sua incoronazione a Re d'Italia a Pavia, cede la proprietà della città all'arcivescovo Ansperto Confalonieri insieme ad altri beni a Cavenago, Vimercate e Ornago.
Con la morte di Ansperto 882 le terre di Caponago passano ai nipoti di quest'ultimo; il testamento è uno dei primi documenti che riporta la presenza di Caponago.
Nel IX secolo vengono costruite le prime fortificazioni. Caponago ha come riferimento la Pieve di Vimercate e numerosi risultano gli atti di compravendita di terreni rinvenuti nell'archivio di Santo Stefano a Vimercate.
In un documento del 1266 trascritto negli Atti del Comune di Milano, Caponago viene indicato come comune ed è indicata anche la presenza di un console.
Nel documento Statuti delle acque e delle strade del contado di Milano fatti nel 1346 Caponago viene citato come "el locho da Caponago" tra quei comuni della Pieve di Vimercate incaricati di mantenere la "strata da Vimarcate".
Nel frattempo, sorge sul territorio comunale un monastero dell'ordine degli Umiliati.
Tra il 1300 e il 1400 la zona è teatro, come altre parti d'Italia, di sanguinose lotte tra guelfi e ghibellini.
Durante il Rinascimento il comune appartiene ai Visconti, che nel 1432 lo concedono in feudo alla famiglia Crivelli. Successivamente passa attraverso altre famiglie milanesi tra cui i Pallavicino, i Sangiuliano e i Saccoborella.
Dal censimento del 1751 risulta che Caponago abbia 528 abitanti ed è amministrato da un console eletto da tutti i capi di casa della comunità.

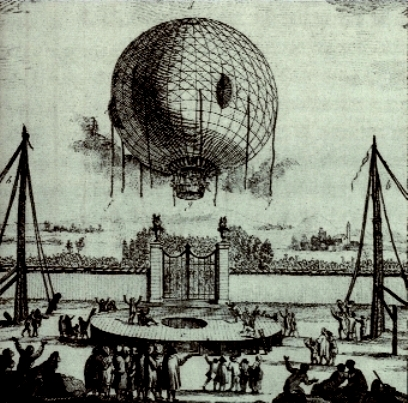
Volo Andreani

Nel 1784, più precisamente il 13 marzo, Caponago entra nelle cronache italiane: nella campagna vicino al territorio di Carugate atterra il primo pallone aerostatico italiano guidato dal conte Paolo Andreani. Il cardinale Angelo Maria Durini, esaltato dall'opera compiuta, dedica per l'occasione un opuscolo il cui titolo risulta essere abbastanza esplicativo:
Il comune ha mantenuto la propria autonomia con il susseguirsi delle varie vicende politiche a amministrative facendo sempre parte del territorio della pieve di Vimercate. Intorno al 1800 subisce alterne vicende per cui venne dapprima soppresso e aggregato a quello di Omate e successivamente ad Agrate Brianza; infine viene ricostituito come comune con il compartimento territoriale delle province lombarde del regno Lombardo-Veneto.
Il caponaghese Valtolina Ferdinando fu Lodovico partecipa alla Spedizione dei Mille; a lui è intitolata la via nei pressi del municipio.
Nel 1896 il senatore Luigi Simonetta apre un padiglione di isolamento per malattie infettive (noto oggi con il nome di "Ex Ospedaletto" e oggi spazio comunale sede di varie iniziative e spazio di comunità) e nel 1915 viene costruito un asilo infantile privato, tuttora in funzione.
Il 5 dicembre 1932 il parroco don Natale Villa viene ucciso insieme alla sorella da parte di un giovane del paese. Gli abitanti di Caponago prenderanno il soprannome di "masa curat" (ammazza curati) a seguito di questo triste episodio.
Dal 1990 in poi, Caponago ha subito un ingrandimento record, dai 2.500 abitanti (circa) agli attuali 5.251 (circa).
Nel 2009 passò dalla provincia di Milano alla provincia di Monza e della Brianza.

### Simboli
Lo stemma è stato concesso con regio decreto del 20 giugno 1930.
Il leone proviene dall'arma della famiglia Caponago ma con gli smalti invertiti (spaccato d'azzurro e d'argento, al leone dell'uno all'altro, linguato di rosso).
Le trecce sono riprese dallo stemma della famiglia Casati che, alla fine del Settecento, era la più grande proprietaria terriera di tutto il comune.
Il gonfalone, concesso con D.P.R. del 27 ottobre 1983, è un drappo troncato di azzurro e di bianco.

## Monumenti e luoghi d'interesse

### Architetture religiose

#### Chiesa parrocchiale di Santa Giuliana
Il nucleo originario della chiesa dedicata a Santa Giuliana risale a prima del XVI secolo. Nel 1738 venne riprogettata dall'architetto Carlo Giuseppe Merlo a partire dalla chiesa preesistente e venne ultimata nella seconda metà del Settecento. Presenta una pianta centrale ellittica e richiama elementi dell'architettura germanica.
La chiesa venne affrescata alla fine dell'Ottocento dal pittore Antonio De Grada di Milano.
Successivamente tra il 1939 e il 1940 la chiesa venne ampliata assumendo le dimensioni attuali.
Di rilievo è l'organo realizzato da Antonio Fontana nel 1768 e restaurato nel 1896: esso è collocato in una cassa lignea finemente decorata munita di cimasa, è tuttora suonabilissimo.
Di pregevole fattura le porte in bronzo dello scultore Maffeo Ferrari.

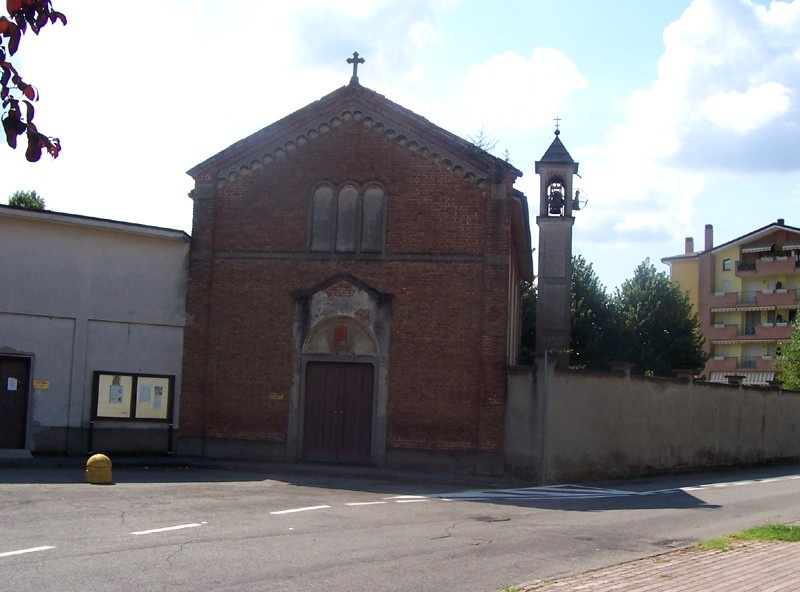
Chiesetta S.Giorgio

#### Chiesetta San Giorgio
È una chiesetta a una sola navata con una facciata in mattoni.
Presenta finestre disposte sui due lati della navata.

### Architetture civili

#### Villa Simonetta
Villa nobiliare settecentesca annessa alla corte omonima.
Di nota sono il giardino all'italiana e il portale moresco di accesso alla villa tramite il vicolo Simonetta.
Alla fine del viale che un tempo portava alla villa era presente un cancello con una caratteristica forma a rastrello rovesciato (da qui la parola Restelon che dà il nome al rione).
Attualmente la corte annessa versa in stato di degrado ed è stata danneggiata da un incendio.

#### Villa Caglio
Un tempo importante palazzo nobiliare annesso alla corte omonima. Era un tipico esempio di “Villa di Delizia” seicentesca.
Negli anni ottanta fu ceduta dalla proprietaria, Marianna Augusta Moneta Caglio Monneret de Villard all'Università statale per la realizzazione di un Centro studi sulla Costituzione europea intitolato alla memoria del suo bisnonno premio Nobel per la pace Ernesto Teodoro Moneta.
Nell'impossibilità di reperire fondi fu ceduta nuovamente alla proprietaria.
Attualmente la villa versa in grave stato. Un'intera ala dell'edificio è crollata.

#### Villa Prata
Villa settecentesca costruita sopra un precedente convento cinquecentesco; attualmente è sede dell'amministrazione comunale,

#### Ex Ospedaletto
Costruito verso la fine dell'Ottocento doveva essere impiegato come ospedale per malattie infettive. È un edificio per certi versi innovativo in quanto costruito interamente in cemento.
Stilisticamente è un edificio realizzato in stile liberty.
Oggi,  ristrutturato e restituito all'uso della comunità, è uno spazio comunale utilizzato per più destinazioni sia per la fascia giovane che il resto della popolazione con lo "Spazio Mix" e altre iniziative dell'Amministrazione.

### Siti archeologici
Nel 1871, nel cortile della casa dei Medici da Seregno, venne ritrovata un'ara votiva di epoca romana risalente al I secolo. Essa reca un'iscrizione in latino con la citazione di Gaio Atilio Tertullino, figlio di Gaio, di professione amministratore della cassa del collegio dei fabbri e centonari e di Atilia Venerea, figlia di Gaio, e l'indicazione del luogo della tribù Oufentina. Il reperto è attualmente custodito presso il Museo Archeologico di Milano. Ara Archiviato il 22 febbraio 2014 in Internet Archive.

## Società

### Evoluzione demografica
- 528 nel 1751
- 631 nel 1771
- 666 nel 1805
- annessione ad Omate nel 1809
- annessione ad Agrate nel 1811
- 1 328 nel 1853
- 1 450 nel 1859

Abitanti censiti

### Etnie e minoranze straniere
Secondo i dati ISTAT, al 31 dicembre 2010 la popolazione straniera residente era di 265 persone, pari al 5,09% di tutti i residenti. Le nazionalità maggiormente rappresentate in base alla loro percentuale sul totale della popolazione residente erano:
| Pos. | Cittadinanza | Popolazione |
| ---- | ------------ | ----------- |
| 1    | Romania      | 59          |
| 2    | Marocco      | 38          |
| 3    | Bulgaria     | 17          |

### Tradizioni e folclore
La festa del paese si svolge la prima domenica del mese di settembre e deriva, come per molti paesi della zona, dalle feste di fine estate, feste del raccolto.
A settembre, la seconda domenica del mese, si svolge il tradizionale Palio di Avucat.
Il paese è suddiviso in 4 rioni (San Vigilio, Molgora, San Giorgio e Restelon) che si confrontano in competizioni sportive.

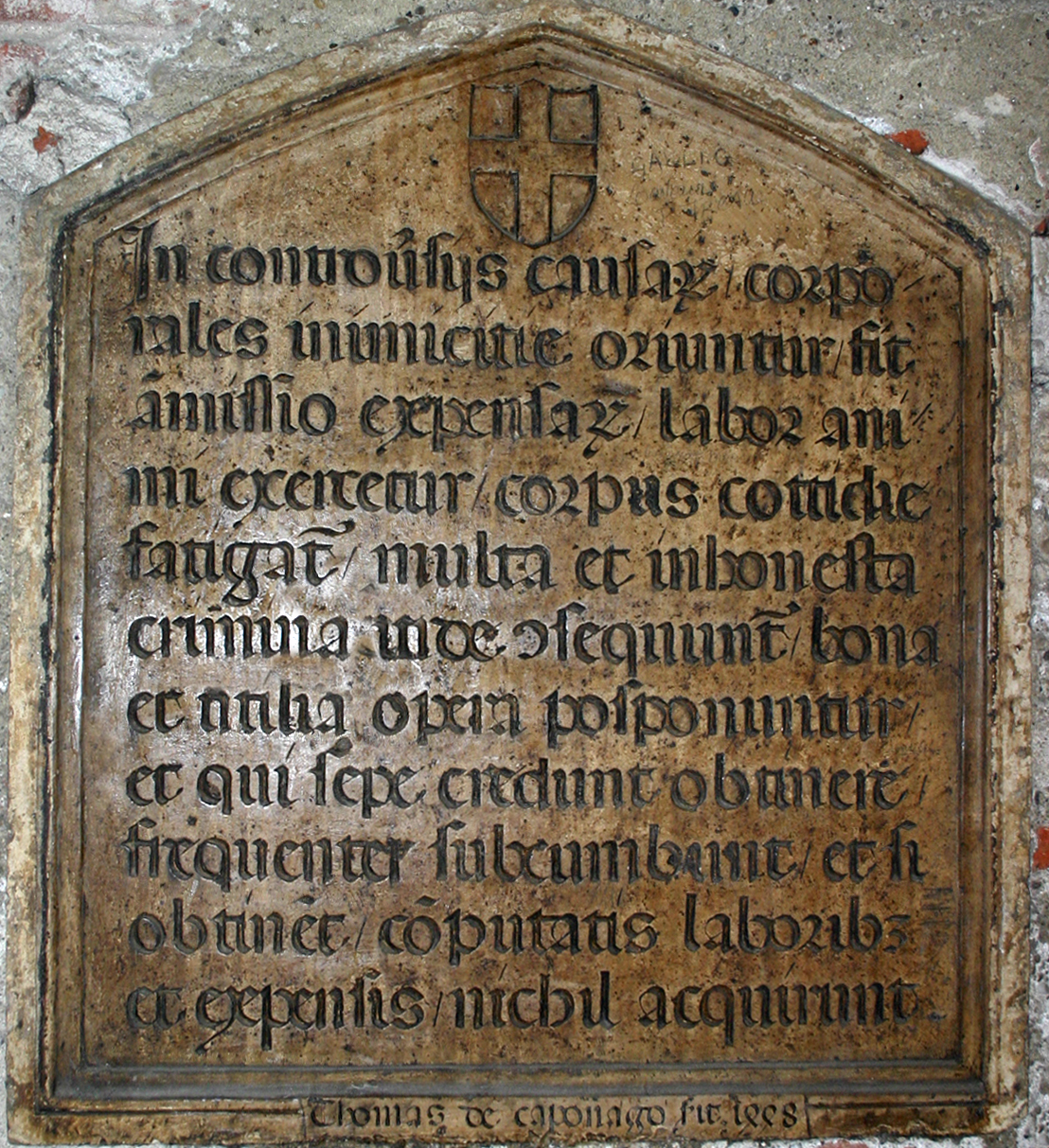
La lapide di Tommaso da Caponago.

Negli anni novanta al palio è stata data connotazione storica con la commemorazione dell'avvocato Tomaso da Caponago, noto perché nel 1448 fece apporre sulla scalinata del Tribunale di Milano (l'attuale Broletto nuovo in Piazza Mercanti) la scritta le liti sono la rovina dei litiganti (gli abitanti di Caponago sono soprannominati avvocati per questo motivo).

## Infrastrutture e trasporti

### Strade
Caponago è costeggiata dall'autostrada A4 Torino-Trieste a nord, dalla strada provinciale SP13 Monza-Melzo (anche conosciuta come "Cerca") a sud-ovest e dalla Tangenziale Est Esterna di Milano a est. Inoltre è posta in prossimità della Tangenziale Est di Milano.
Per quanto riguarda l'A4, Caponago dista meno di un chilometro dal casello autostradale di Agrate Brianza e circa 4 km dal casello di Cavenago-Cambiago.
Con l'apertura della Tangenziale Est Esterna, avvenuta il 16 maggio 2015, è entrato in funzione il casello di Pessano con Bornago, posto al confine di quest'ultimo con Caponago.
Nelle vicinanze di Caponago sono inoltre presenti le uscite di Agrate Brianza e di Carugate della Tangenziale Est.

### Mobilità urbana
Sul territorio sono presenti 2 linee dell'autobus servite dalla compagnia NET (Nord Est Trasporti):
- Z314, che collega il comune di Caponago ai capolinea di:
  - Monza FS
  - Gessate M2
- Z315, che collega il comune di Caponago ai capolinea di:
  - Gorgonzola M2
  - Vimercate (autostazione)

Presso il vicino casello autostradale di Agrate Brianza (autostrada A4 Torino-Trieste) transita anche l'autobus autostradale in direzione di Milano Lampugnano o in direzione di Bergamo (linea Z301), tratta servita sempre dalla compagnia NET.
Nelle immediate vicinanze sono presenti le stazioni metropolitane di Gorgonzola, Bussero, Cassina de' Pecchi e Cernusco sul Naviglio, facenti parte della linea verde della Metropolitana di Milano (linea M2).

## Amministrazione
| Periodo | Periodo   | Primo cittadino          | Partito                            | Carica  | Note   |
| ------- | --------- | ------------------------ | ---------------------------------- | ------- | ------ |
| 1995    | 1999      | Antonio Pierluigi Chiesa | Lista civica                       | Sindaco | [ 20 ] |
| 1999    | 2004      | Antonio Pierluigi Chiesa | Lista civica                       | Sindaco | [ 21 ] |
| 2004    | 2009      | Carlo Cavenago           | Lista civica                       | Sindaco | [ 22 ] |
| 2009    | 2014      | Carlo Cavenago           | Lista civica "Rinnovamento"        | Sindaco | [ 23 ] |
| 2014    | 2019      | Monica Buzzini           | Lista civica "Rinnovamento 2.0"    | Sindaco | [ 24 ] |
| 2019    | 2024      | Monica Buzzini           | Lista civica "Rinnovamento 2.0"    | Sindaco | [ 25 ] |
| 2024    | In carica | Mauro Samuele Pollastri  | Lista civica "Svolta per Caponago" | Sindaco | [ 26 ] |

### Confini
Caponago confina a nord e ad ovest con Agrate Brianza, a sud con Carugate e Pessano con Bornago, ad est con Cambiago.